# السحر والتنجيم في النازية

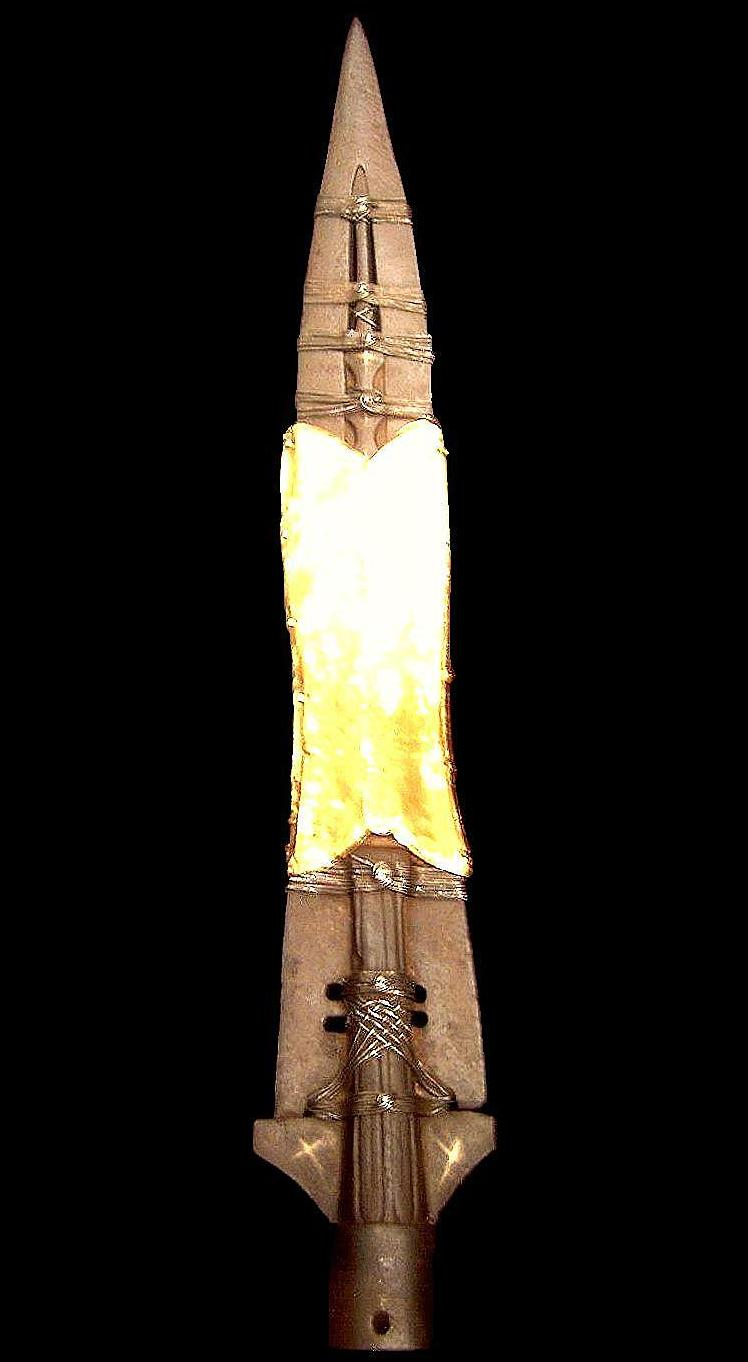

يصف النازية والسحر مجموعة من النظريات والتكهنات والبحث في أصول النازية وعلاقتها المحتملة بالتقاليد الخفية المختلفة. مثل هذه الأفكار كانت جزءًا من الثقافة الشعبية منذ أوائل الأربعينيات على الأقل، خلال الحرب العالمية الثانية، واكتسبت شعبية متجددة ابتداءً من الستينيات. هناك أفلام وثائقية وكتب عن هذا الموضوع، من أهمها «صباح السحرة» (1960) و "رمح القدر" (1972). ظهرت النازية والسحر في العديد من الأفلام والروايات والكتب المصورة وغيرها من وسائل الإعلام الخيالية. بعض الأمثلة الجيدة هي فيلم سارقو التابوت الضائع (1981) وسلسلة الكتب المصورة هلبوي.
قام المؤرخ نيكولاس جودريك كلارك بتحليل الموضوع في جذور السحر للنازية حيث قال إن هناك في الواقع روابط بين بعض مُثُل الفلسفة والأيديولوجية النازية. كما قام بتحليل مشاكل العديد من كتب التاريخ الغامض الشعبية المكتوبة حول هذا الموضوع. سعى لفصل التجريبية وعلم الاجتماع عن الأساطير الحديثة للغياب النازية الموجودة في العديد من الكتب التي «مثلت الظاهرة النازية كمنتج للتأثير الغامض والشيطاني». واعتبر أن معظم هذه الأشياء «مثيرة ومثيرة للبحث».

## Ariosophy
ناقش كتاب المؤرخ المؤرخ نيكولاس جودريك كلارك عام 1985، "جذور السحر للنازية"، إمكانية وجود روابط بين أفكار السحر والأفكار النازية. كان الموضوع الرئيسي للكتاب هو حركة أريوسيت العنصرية، وهي سلسلة رئيسية من الباطنيات القومية في ألمانيا والنمسا خلال القرن التاسع عشر وأوائل القرن العشرين. ووصف عمله بأنه «تاريخ سري، يهتم بالأساطير والرموز والأوهام التي تؤثر على تطور أساليب التفكير الرجعية والاستبدادية والنازية». لقد ركز على هذا الموضوع غير المفحوص من التاريخ لأن «الأوهام يمكن أن تحقق وضعًا سببيًا بمجرد إضفاء الطابع المؤسسي عليها في المعتقدات والقيم والفئات الاجتماعية».
ويصف حركة فولكيش بأنها نوع من رد الفعل المناهض للحداثة والمعاد للليبرالية للعديد من التغيرات السياسية والاجتماعية والاقتصادية التي تحدث في أوروبا الجرمانية في أواخر القرن التاسع عشر. جزء من حجته هو أن التصنيع السريع وصعود المدن قد غيّر «النظام الاجتماعي الريفي التقليدي» وواجه نزاعًا مع «مواقف ومؤسسات ما قبل الرأسمالية» في المنطقة. ووصف نخبوية عنصرية رابطة الشعوب الجرمانية الحركة الألمانية العرقية النمساوية كرد فعل على النمسا لم يتم تضمينها في الإمبراطورية الألمانية لبسمارك. 
رأى جودريك كلارك أن الحركة الأريوسية اتخذت أفكار فولكيش ولكنها أضافت موضوعات غامضة حول أشياء مثل الماسونية والكابالية والروزيكروتشية من أجل «إثبات أن العالم الحديث كان مبنيًا على مبادئ كاذبة وشريرة». «أفكار ورموز أريوسفيست ترشحت للعديد من الجماعات المعادية للسامية والقومية في ألمانيا فيلهلميا المتأخرة، والتي انبثق منها الحزب النازي المبكر في ميونيخ بعد الحرب العالمية الأولى.» وأظهر بعض الروابط بين اثنين من الفلاسفة وهينريش هيملر. 

## الأساطير الحديثة
هناك فكرة مستمرة، تم جمعها على نطاق واسع في نوع مثير من الأدب، مفاده أن النازيين كانوا موجهين بشكل أساسي من وكالات غامضة من 1920 إلى 1945. 
 الملحق هـ لكتاب جودريك كلارك بعنوان الأساطير الحديثة لسحر النازي. في ذلك، يعطي وجهة نظر نقدية للغاية للكثير من الأدبيات الشعبية حول هذا الموضوع. في كلماته، تصف هذه الكتب هتلر والنازيين بأنهم «مسيطر عليهم» من قِبل «قوة خفية... تتميز إما ككيان مميز (على سبيل المثال،» قوى سوداء "،" تسلسلات هرمية غير مرئية "،" رؤساء غير معروفين «) أو بأنها سحرية النخبة في عصر بعيد أو مكان بعيد». وأشار إلى كتاب هذا النوع باسم «المؤرخين المشفرين».

### تاريخ حولجذور غامضة لنازية
يتم الإشادة بجذور السحر النازية لمعالجتها بشكل خاص الصور الخيالية الحديثة للتنجيم النازي، وكذلك تعكس بعناية العمل العلمي النقدي الذي يجد ارتباطًا بين أريوسيف والوكالة النازية. كما كتبت الباحثة آنا برامويل، «لا ينبغي أن يخدع المرء عن طريق العنوان في الاعتقاد بأنه ينتمي إلى» الأساطير الحديثة للغيولوجيا النازية «، عالم من الخيال اللامع تم قطعه على نحو مقنع من قبل المؤلف في ملحق،»  إشارة إلى العديد من المواد المكتوبة والمصورة والمنتجة التي تتحول إلى السحر النازي دون تقديم أي أدلة موثوقة أو ذات صلة. بدلاً من ذلك، من خلال عمل جودريك كلارك، تبرز العديد من الانتقادات العلمية التي تتناول أهمية السحر في سياق الممارسات الفلسفية.

### مطالبات
يمكن العثور على واحدة من أوائل ادعاءات السحر والتنجيم النازي في كتاب لويس سبنس «أسباب غامضة للحرب الحالية» (1940). وفقًا لسبنس، فإن ألفريد روزنبرغ وكتابه «أسطورة القرن العشرين» كانا مسؤولين عن الترويج للأفكار الوثنية المعادية للمسيحية التي حفزت الحزب النازي.

#### حيازة شيطانية لهتلر
من أجل التأثير الشيطاني على هتلر، تم طرح هتلر يتحدث هيرمان روسكينج كمصدر. ومع ذلك، فإن معظم العلماء المعاصرون لا يعتبرون Rauschning موثوق. (كما يلخص نيكولاس جودريك كلارك، «من المؤكد أن المنحة الحديثة قد أثبتت أن محادثات روشينغ قد اخترعت في الغالب».) 
على غرار هيرمان راوشنغ، يدعي أوجست كوبزيك، أحد أقرب أصدقاء هتلر منذ الطفولة، أن هتلر - البالغ من العمر 17 عامًا - تحدث معه ذات مرة عن «إعادة ألمانيا إلى مجدها السابق»؛ من هذا التعليق قال أغسطس، «كان الأمر كما لو أن شخصًا آخر تحدث من جسده، ونقله بنفس القدر الذي فعلته بي».

#### النظام العالمي الجديد
كثيرا ما يحدد منظرو المؤامرة «الاشتراكية القومية الألمانية» ضمن أشياء أخرى كمقدمة للنظام العالمي الجديد ". فيما يتعلق بطموح هتلر في وقت لاحق لفرض نظام اشتراكي وطني في جميع أنحاء أوروبا، استخدمت الدعاية النازية مصطلح Neuordnung (غالباً ما يترجم بشكل سيئ إلى " النظام الجديد"، في حين يشير في الواقع إلى «إعادة هيكلة» حدود الدولة على الخريطة الأوروبية والهيمنة الاقتصادية الناتجة بعد الحرب لألمانيا الكبرى)،  لذلك يمكن للمرء أن يقول أن النازيين اتبعوا نظامًا عالميًا جديدًا من حيث السياسة. لكن الادعاء بأن هتلر وجمعية ثول تآمروا لإنشاء نظام عالمي جديد (نظرية المؤامرة، وضعت على بعض صفحات الويب)  لا أساس لها من الصحة تماما.

#### أليستر كراولي
هناك أيضا شائعات لا يمكن التحقق منها بأن ألكسستر كراولي قد سعى للاتصال بهتلر خلال الحرب العالمية الثانية. على الرغم من المزاعم والتكهنات العديدة التي تشير إلى عكس ذلك، لا يوجد دليل على هذا اللقاء. في عام 1991، نشر جون سيموندز، أحد منفذي كراولي الأدبيين، كتابًا بعنوان: رئيس أو محادثات ميدوسا بين أليستر كراولي وأدولف هتلر، والتي ثبت أنها خيال أدبي. أن طبعة هذا الكتاب كانت تقتصر على 350 أيضا في الغموض المحيط بالموضوع. يتم أيضًا ذكر اتصال بين كراولي وهتلر - دون أي مصادر أو أدلة - في رسالة من ريني غيون إلى يوليوس إيفولا بتاريخ 29 أكتوبر 1949، والتي وصلت فيما بعد إلى جمهور أوسع.

#### إريك جان هانوسن
عندما يصف هتلر ووكولت كيف بدا هتلر «يتمتع بسلطة وجاذبية أكبر» بعد أن استأنف التحدث أمام الجمهور في مارس 1927، ينص الفيلم الوثائقي على أن «هذا ربما كان بسبب تأثير» الأداء الاستبصار والدعاية، إريك جان هانوسن. يقال إن «هانوسن ساعد هتلر على إتقان سلسلة من العروض المبالغ فيها»، وهو مفيد للتحدث أمام جمهور كبير. يقوم الفيلم الوثائقي بعد ذلك بمقابلة داستي سكلار حول الاتصال بين هتلر وهانوسن، ويصدر الراوي بيانًا حول «تقنيات غامضة للسيطرة على العقل والسيطرة على الحشود».

#### التصوف النازي والتنجيم والخيال العلمي
يتم توسيع نطاق التصوف النازي في الثقافة الألمانية في مقال مانفريد ناجل "SF (خيال علمي)، علوم السحر والأساطير النازية"، الذي نشر في مجلة دراسات الخيال العلمي. في ذلك، كتب ناجل أن الروايات العنصرية الموصوفة في قصص الخيال العلمي الألمانية المعاصرة، مثل ملكة أتلانتس الأخيرة، بقلم إدموند كيس، توفر مفاهيم أخرى عن التفوق العنصري تحت رعاية الآريوسية، الآرية، والتصوف العنصري التاريخي المزعوم، مما يوحي بأن كانت الكتابات المرتبطة بالغياب أو الآريوسية أو الآرية محتملة المنتجات التي تهدف إلى التأثير والتبرير بطريقة اجتماعية سياسية، بدلاً من مجرد إرث التراث الثقافي. تعاملت القصص نفسها مع "... الأبطال، وأنواع القادة الكاريزميين، (الذين) اختيرهم القدر - بموارد تقنية متطورة وقوية للغاية". "  يعتبر ناغل أن قطع الخيال العلمي مثل أتلانتس غذت مزيدًا من الإقناع العنيف للزعماء النازيين، مثل أدولف هتلر وهينريش هملر، كمبرر إضافي لـ "النخبة النازية (تصور) لنفسها في أراضي أوروبا الشرقية المحتلة". هذا، بدوره، يُزعم دعم الجمهور للأيديولوجية النازية، الذي لخصه نجل بأنه "عودة هائلة للثقافة، بعيدًا عن عصر العقل والوعي، نحو عصر" اليقين أثناء النوم "عصر العقل العقلاني".

### الكتب التاريخية المشفرة
في المقال الذي أُدرج في النسخة الألمانية من جذور الغيبيات.. تتبع إتش. تي. هاكل وهو ناشر نمساوي للأعمال الباطنية، أصول التخمينات حول الاشتراكية القومية والسحر التي ترجع إلى عدة أعمال في أوائل الأربعينات. ونُشر بحثه في كتاب قصير: «مصادر مجهولة: الاشتراكية القومية والسحر»، الذي ترجمه غودريك كلارك. قبل ذلك في عام 1933، وصف صاحب الاسم المستعار كيرت فان إيمسن، هتلر بأنه «شخصية شيطانية»، لكن سرعان ما ذهب عمله هذا في طي النسيان.
وُجهت التلميحات الأولى بخصوص امتلاك هتلر لقوى سحرية، والتي تناولها مؤلفون أخرون في وقتٍ لاحق، من قبل الفرنسي معتنق الباطنية المسيحية رينيه كوب. الذي سعى في مقالتين نُشرتا في الصحيفة الباطنية الشهرية لو شاريوت من يونيو 1934 وأبريل 1939، إلى تتبع مصدر كون قوة هتلر قوى خارقة للطبيعة. المقال الثاني كان بعنوان: «لينيم دو هتلر» (لغز هتلر). لم يستطع هاكل إيجاد تلميحات مماثلة في الصحف الباطنية الفرنسية الأخرى الصادرة في الثلاثينيات. في عام 1939، نشر مؤلف فرنسي آخر، هو إدوارد سابي، كتابًا بعنوان: هتلر والقوى السحرية. يشير سابي مسبقًا إلى هانسن وإيغناز تريبتش- لينكون. لمح هاكل إلى أن إدوارد سابي سيحصل على حقوق النشر من أجل خرافة السحر والتنجيم للنازية. كان كتاب هيرمان راوشنغ هتلر يتحدث، كتابًا مهمًا آخر في عام 1939، وكان معروفًا بشكل أفضل.   يقال فيه (في فصل «السحر الأسود والأبيض»)، أن هتلر سلّم نفسه لقوى حملته بعيدا. (...) سلم نفسه إلى تعويذة، يمكن وصفها، لسبب وجيه وليس كتشبيه مجازي فقط، بأنها سحر شيطاني».  يعد فصل «هتلر على انفراد» أكثر دراميةً، وقد استُبعد في النسخة الألمانية منذ عام 1940.
فحص غودريك-كلارك العديد من «الكتب المزيفة للتاريخ التي كُتبت عن قوى السحر النازية بين عامي 1960 و1975»، والتي «كانت مثيرةً عادةً ولم تُجر بشأنها بحوث كفاية». ووصف هذا الأسلوب من «التاريخ المشفر»، كعنصره المحدد و «نقطة نهائية للمرجع التوضيحي هي العامل الذي بقي مخفيًا عن المؤرخين السابقين للاشتراكية القومية». تشمل الاتجاهات المميزة لهذا الأدب ما يلي: (1) «جهل تام بالمصادر الأساسية» و (2) تكرار «الادعاءات الطائشة والخاطئة»، دون بذل أي محاولة لتأكيد «الحقائق المزيفة بالكامل». الكتب التي فُضحت في الملحق إي من جذور الغيبيات النازية:
- لويس باولز وجاك بيرغر، 1960، صباح السحرة[25]
- ديترش بوندر،1964، قبل أن يأتي هتلر[26]
- تريفور ريفنسكروفت، 1972، رمح القدر[27]
- ميشيل جانغبرت، 1971، صوفيو الشمس[28]
- جيمس هربرت برينان،1974، الرايخ السحري[26]
- أوتو ران، 1937، محاكمة لوسيفر: رحلة زنديق بحثًا عن مانحي النور

ذُكرت هذه الكتب في الملحق فقط. وإلا فإن كتاب غودريك كلارك أنُجز كاملًا دون اتخاذ هذا النوع من الأدب كمرجع بل استخدم مصادر أخرى. هذا الأدب غير موثوق. ومع ذلك، استمرت الكتب التي نُشرت بعد ظهور جذور الغيبيات النازية في تكرار الادعاءات التي ثبُت أنها خاطئة:
- وولف شفاتزفيلا، 1988، هتلر المجهول[29]
- آلان بيكر، 2000، النسر الخفي. تاريخ الغيبيات النازية[30]

## الأفلام الوثائقية
بعد مرور أكثر من 60 عامًا على نهاية الرايخ الثالث، أصبحت الاشتراكية القومية وأدولف هتلر مواضيعًا متكررةً في الأفلام الوثائقية التاريخية. ركزت العديد من بين هذه الأفلام الوثائقية، بشكل خاص على العلاقات المحتملة بين النازية والسحر، مثل الفيلم الوثائقي لقناة التاريخ التلفزيونية هتلر والسحر (هتلر أند ذي أوكلت). يقدم هذا الفيلم الوثائقي البيان المخزي الذي أدلى به يواخيم فون ريبنتروب عن خنوعه المستمر لهتلر في محاكمات نورنبيرغ، بمثابة مثال عن الأدلة على «القوة الغامضة» لهتلر. بعد أن أشار المؤلف داستي سكلار إلى أن انتحار هتلر قد حدث في ليلة 30 أبريل / 1نيسان، وهي ليلة فالبورجيس، يتابع الراوي: «مع رحيل هتلر بدا الأمر وكأن التعويذة قد فُكت». والسبب الأكثر منطقية لانتحار هتلر (وهذا لا يشمل الأمور الخارقة للطبيعة) أن الروس أصبحوا على بعد عدة مئات من الأمتار من مخبأ هتلر ولم يرد أن يُقبض عليه حيًا.

تُعتبر هذه الأفلام الوثائقية عن النازية، من وجهة نظر التاريخ الأكاديمي، في حال عُلق عليها، إشكالية لأنها لا تسهم في الفهم الحقيقي للمشاكل التي تظهر في دراسة النازية والنازية الجديدة.  كتب ماتياس غارديل وهو مؤرخ درس الجماعات الانفصالية الحديثة، بدون الإشارة إلى فيلم وثائقي محدد، ما يلي:
في الأفلام الوثائقية التي تصور الرايخ الثالث، يُطرح هتلر بصورة ساحر عظيم؛ تحوي هذه الأفلام الوثائقية عادة على مشاهد يتحدث فيها هتلر في اجتماعات جماهيرية ضخمة. [...] مقاطع تدمج هتلر وهو يصرخ مع أفواج تسير تحت علامة الصليب المعقوف. وبدلاً من تقديم ترجمة لتصعيده الكلامي، يُغطى السياق بصوت متحدث، يتحدث عن شيء مختلف. (هنا كتبت الترجمة كما فهمت الفكرة).
يجتمع كل ذلك بهدف شيطنة هتلر وتصويره بصورة ساحر شرير يسحر الشعب الألماني بدون علمهم، بهدف أن يصبحوا خدمه الأحياء الأموات، إلى أن يحررهم نصر الحلفاء من التعويذة، وبعد ذلك، فجأة، لا يتبقَ أيّ المان نازيين بين السكان. كم كان الوضع مريحًا، لو أن هذه الصورة كانت صحيحة. كان بالإمكان هزيمة الاشتراكية القومية بواسطة الثوم. وكان من الممكن الاستعاضة عن مجموعات الحراسة ببضع قتلة من مصاصي الدماء، وكان بالإمكان توجيه الموارد التي وجهت إلى برامج المجتمع المناهضة للعنصرية إلى شيء آخر. [...].

ولكن الحقيقة هي أن ملايين الألمان من العمال عاديين والمزارعين ورجال الأعمال، دعموا البرنامج الاشتراكي القومي. [...] ربما كانوا أشخاصًا اعتبروا أنفسهم مواطنين صالحين، وهو أمر مخيف أكثر بكثير من فكرة كونهم مجرد شياطين.
يتضمن فلم هتلر والسحر مشهدًا يظهر فيه هتلر وهو يتحدث في اجتماع جماهيري ضخم. وبينما لا يُترجم خطاب هتلر، يتحدث الراوي عن الساحر والوسيط الروحي المسرحي الألماني إريك يان هانسن: «يعتقد السحرة، أن هانسن ربما يكون قد نقل عن هتلر تقنيات سحرية للسيطرة على العقل والسيطرة على الحشود».استبعد المؤرخون عن إريك يان هانسن  مثل تلك الخرافات.[بحاجة لمصدر]

### بعثة إينست شيفا إلى التيبت
تضمن فيلم وثائقي واحد على الأقل، بعنوان «بحث هتلر عن الكأس المقدسة»، لقطات من البعثة الألمانية إلى التبت في عام 1939. التي يصفها الفلم الوثائقي بأنها «أكثر البعثات طموحًا» لوحدات الإس إس.  وأُتيح مجددًا لماركو دولشيتا الوصول إلى هذه المادة الأصلية في سلسلته «إيل نازيسمو إيزوتيركو» في عام 1994. لم تدعم المقابلة التي أجراها دولشيتا مع شيفا نظريات الغيبية النازية، وكذلك كانت مقالة راينهارد غريف في عام 1995 بعنوان (أبحاث التبت داخل وحدات إٍس إس آننإربه) على الرغم من أن الأخير لا يذكر فرضية السحر. علق هاكل بأنه كان على غريف أن يؤكد بشكل أكبر على عدم موثوقية مؤلفين مثل بيرغر وباولز أو إنغبرت. علق تقرير رحلة إرنست شيفر بشكل صريح عن «حكايات باطلة» أصحابها «جيش كامل من الدجالين» في ما يتعلق بآسيا وخاصة التبت.